# منطقة هوانغلونغ
منطقة هوانغلونغ تقع في محافظة آبا الذاتية الحكم لقومية التبت وقومية تشيانغ بشمال غربي سيتشوان، الصين. هناك جبل مينشان الثلجي الذي يعتبر ثالث أكبر جبل ثلجي في المقاطعة، وتقع منطقة هوانغ لونغ على سفل الجبل بالضبط ويتراوح ارتفاع المنطقة على سطح البحر من ألف وسبعمائة متر إلى خمسة آلاف وخمسمائة وثماني وثمانين مترا. وتم إدراج المنطقة على قائمة المواقع السياحية على المستوى الوطني من قبل مجلس الدولة الصيني عام 1982، كما وافقت منظمة اليونسكو للأمم المتحدة على إدراجها على قائمة التراث الطبيعي العالمي عام 1992. يطلق التبتيون على هذه المنطقة البحر الذهبي. لأن المناظر هنا تتكون بشكل رئيسي بالصخور الكارستية التي تم تشكيلها قبل مائة مليون سنة، وتنتشر في المنطقة أكثر من ثلاثة آلاف وأربعمائة بحيرة وتتجاوز مساحة أكبرها ألف متر مربع، أما أصغرها فهي بضعة أمتار مربعة فقط.

## معرض صور

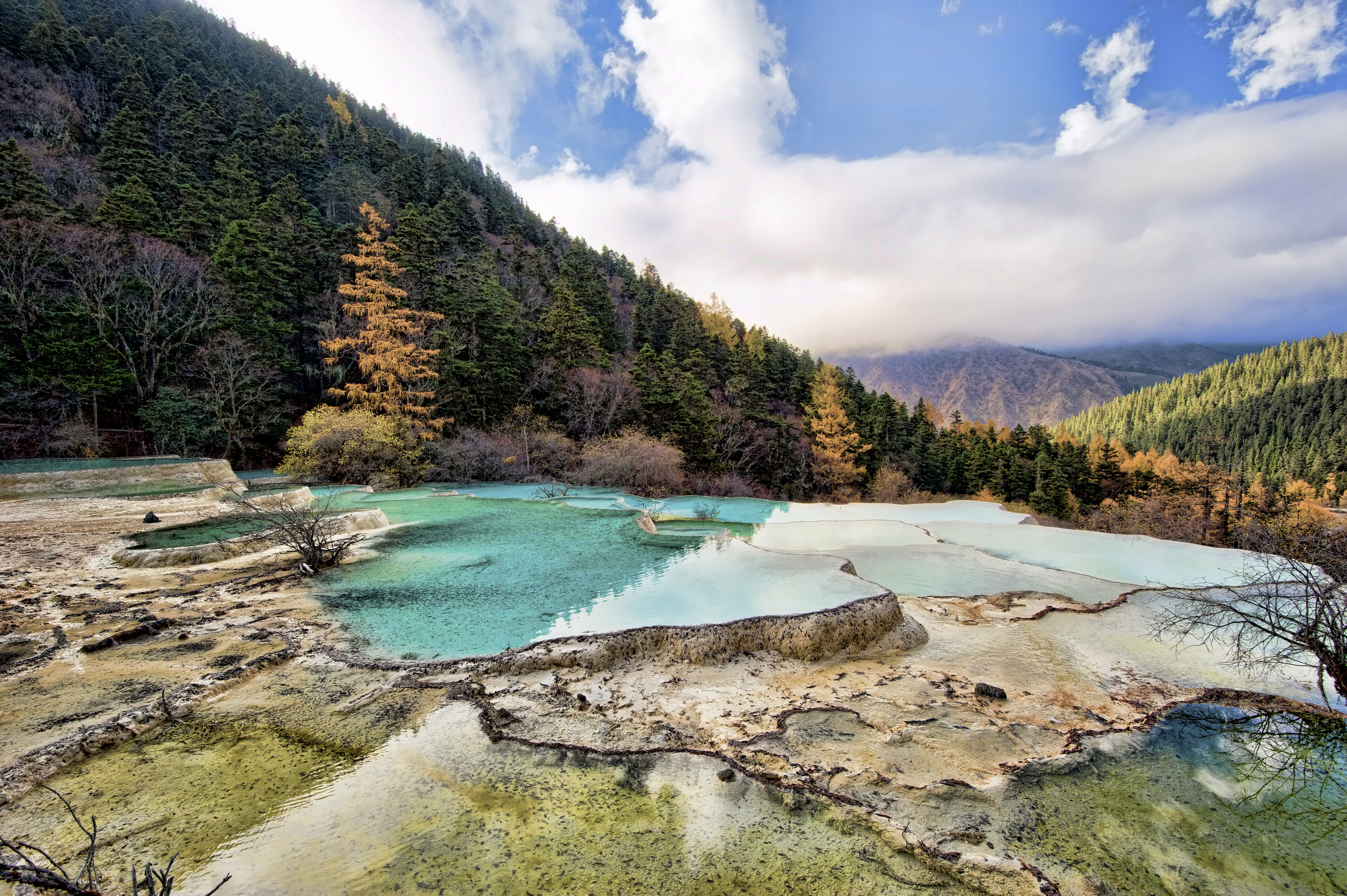
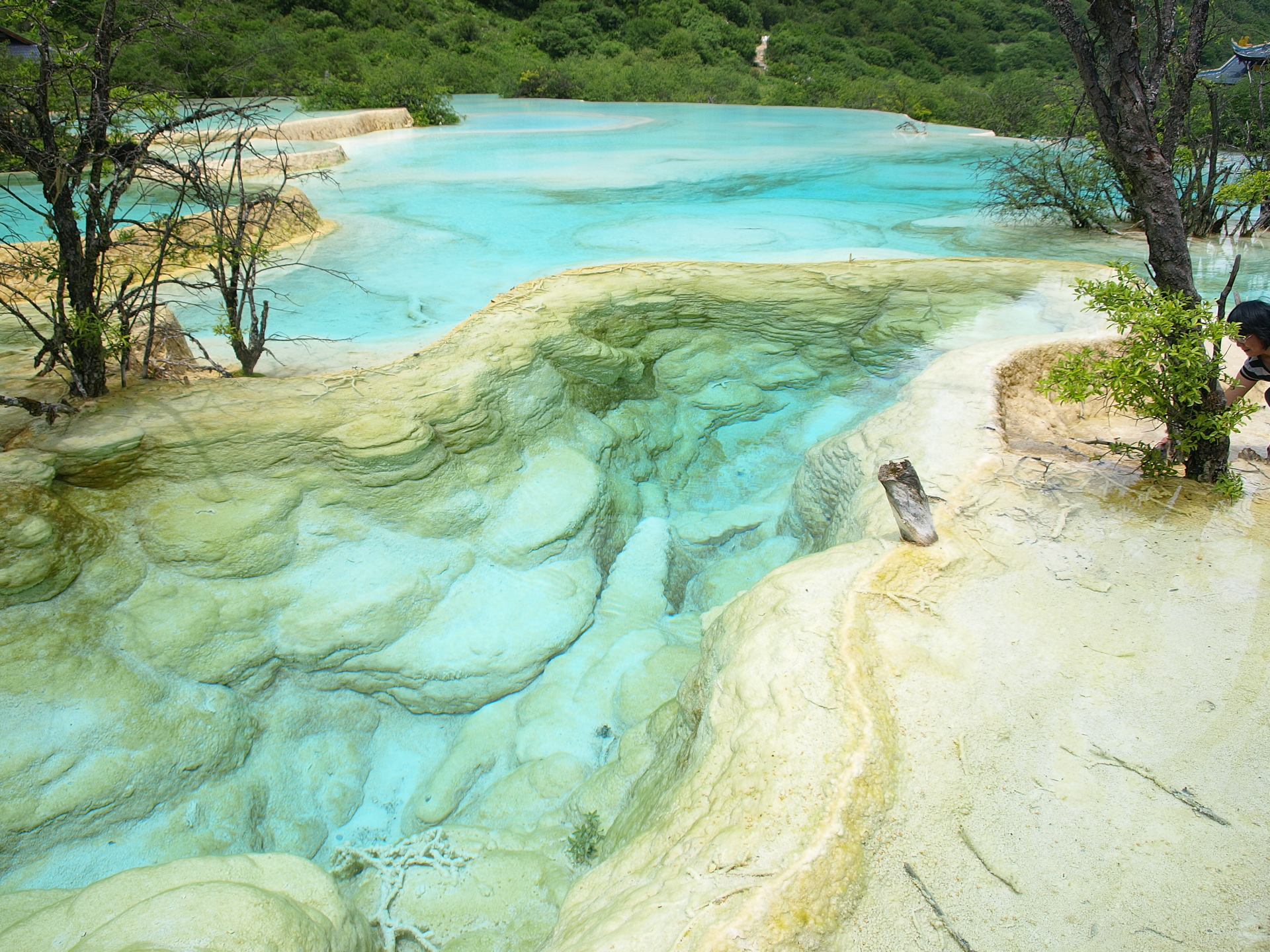
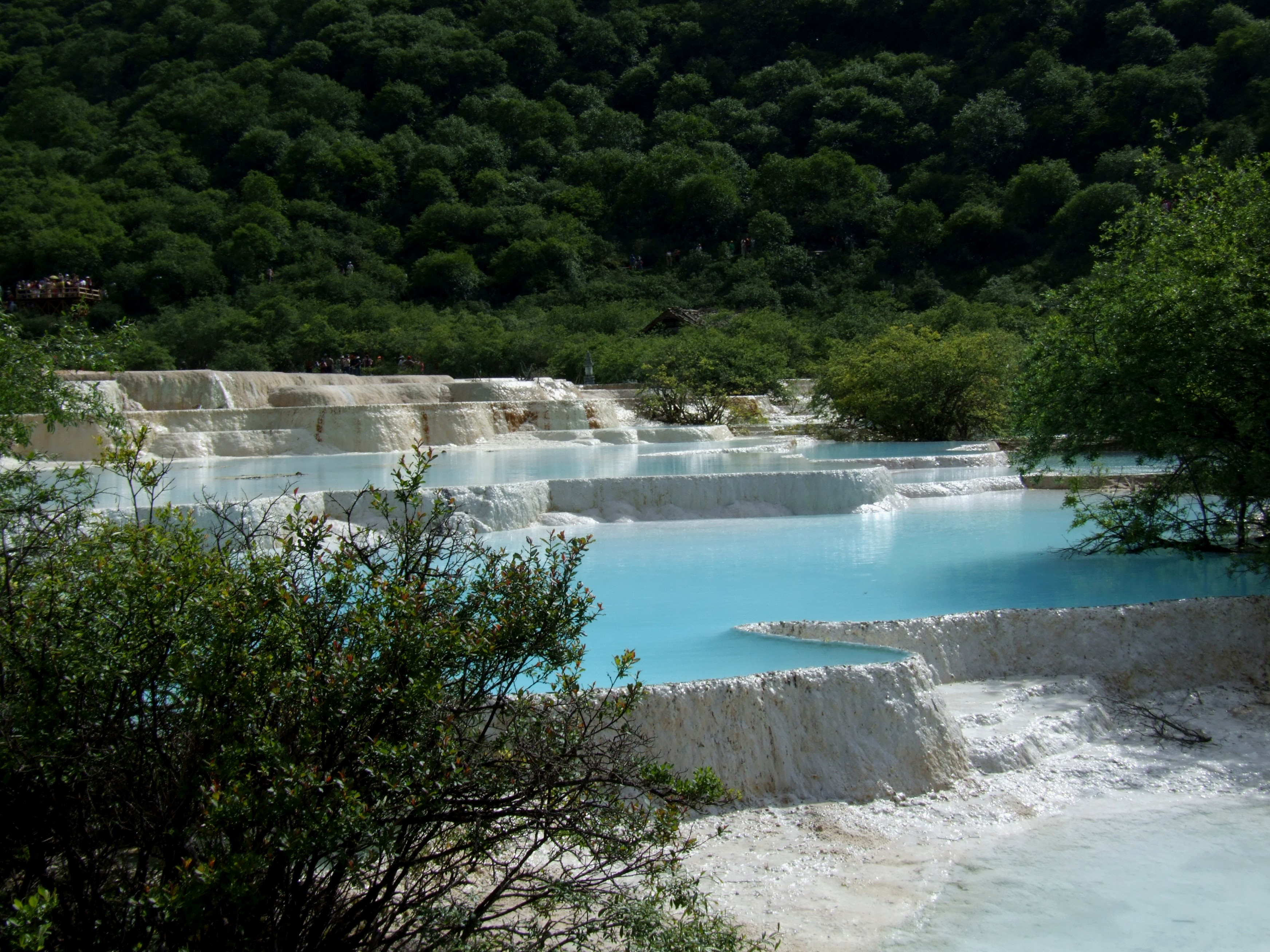
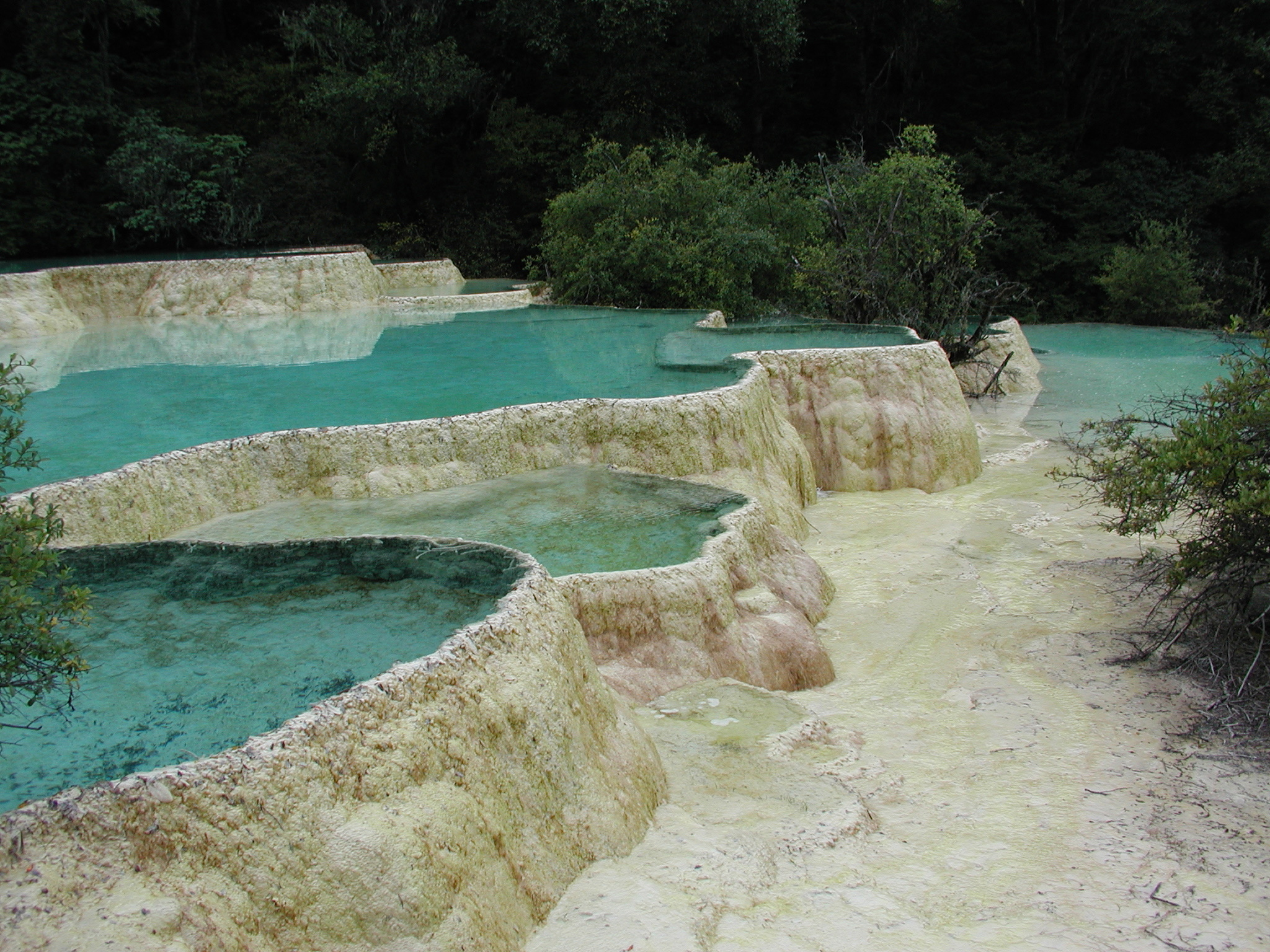